# Такаяма, Рика
Рика Такаяма (яп. 高山莉加 Rika Takayama, род. 27 августа 1994) — японская дзюдоистка, серебряный призёр летних Олимпийских игр 2024 года, серебряный призёр летних Азиатских игр 2022 года, чемпионка Азии 2024 года. Участница летних Олимпийских игр 2024 года.

## Биография
В Ташкенте, в 2016 году, на чемпионате Азии в весовой категории до 78 кг стала обладательницей серебряной медали.
В 2022 году на летних Азиатских играх в Ханчжоу японская спортсменка участвовала в соревнованиях в весовой категории до 78 кг, где стала второй. В финале уступила спортсменке из Китая Ма Чжэньчжао.
В 2024 году, в Гонконге, на чемпионате Азии, японская дзюдоистка в весовой категории до 78 кг стала обладателем золотой медали.
На летних Олимпийских играх в Париже в 2024 году завоевала серебряную медаль в смешанном командном турнире.